# Worteltaart

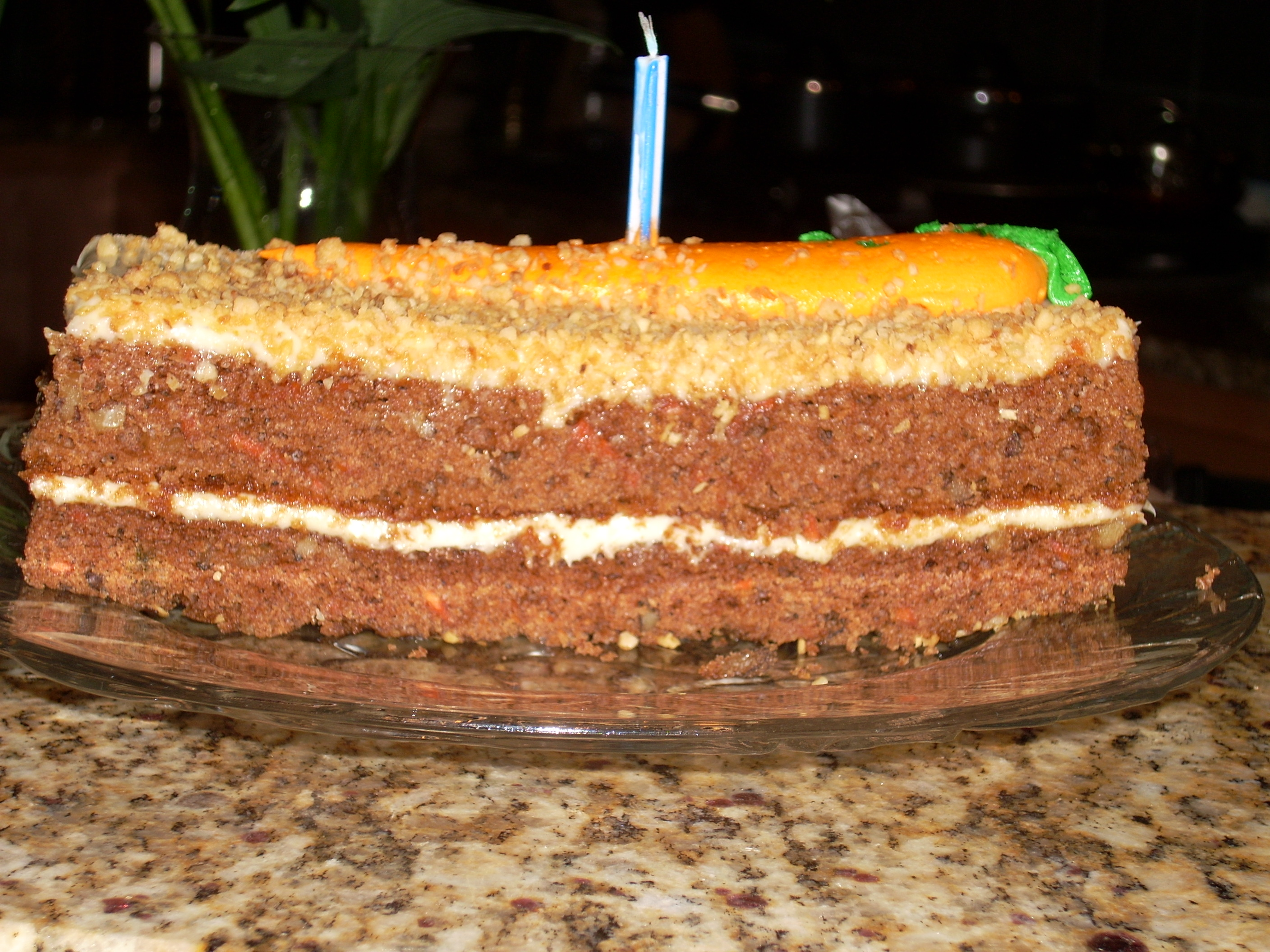
Verjaardagsworteltaart

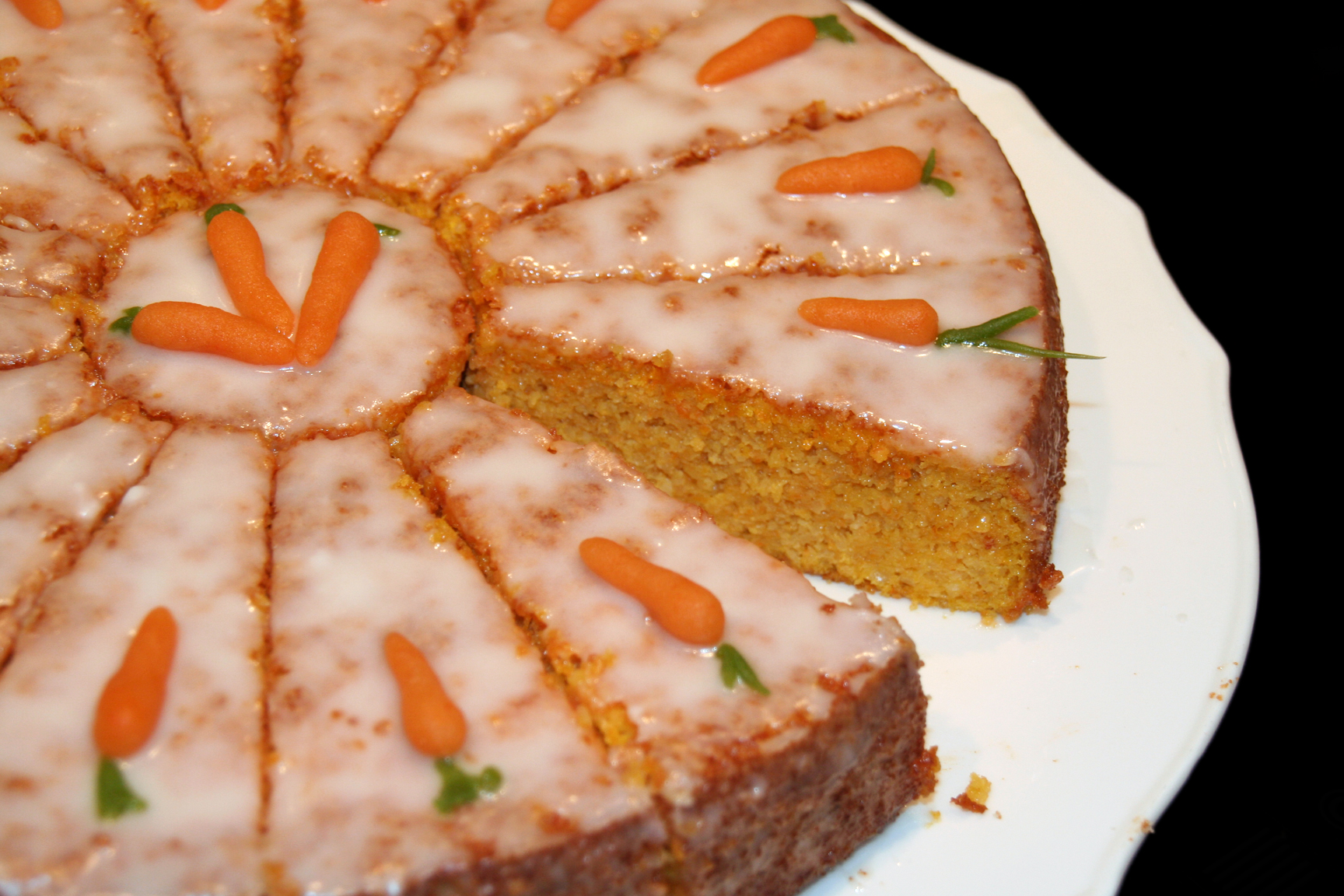
Worteltaart

Worteltaart of carrot cake is een taart waarbij wortelen worden vermengd in het beslag. De wortelen worden zacht gedurende het bakproces, en de taart heeft gewoonlijk een zachte, dichte textuur.

## Bakwijze en ingrediënten
Worteltaart heeft een eenvoudige bereidingswijze: alle natte ingrediënten, zoals eieren en suiker, worden gemengd. Ook alle droge ingrediënten worden gemengd. Vervolgens worden de natte ingrediënten toegevoegd aan de droge en wordt de taart gebakken. In veel recepten voor worteltaart komen ook toevoegingen naar keuze als noten of rozijnen voor. 

## Presentatie
De taart wordt vaak geglazuurd met een roomkaasglazuur bestaande uit poedersuiker, boter en roomkaas. Als versiering worden worteltjes in marsepein gebruikt, of gehakte walnoten. Worteltaart is populair in brood-, taart- en cupcakevorm. In Noord-Amerika en het Verenigd Koninkrijk is het voorverpakt te vinden bij supermarkten of vers gebakken bij bakkerijen.

## Geschiedenis
Sinds de Middeleeuwen worden wortelen gebruikt in zoete cakes. De van nature zoete wortelen, toen nog rood of geel, waren in die tijd makkelijker te krijgen dan schaarse en dure zoetstoffen, en werden gebruikt voor zoete desserts. Oranje wortelen werden voor het eerst geteeld in de 17e eeuw in de Nederlanden. De kleur van de taart is gewoonlijk echter bruin. De populariteit van worteltaart werd waarschijnlijk nieuw leven ingeblazen in Groot-Brittannië als gevolg van de rantsoenering tijdens de Tweede Wereldoorlog. In Nederland was het gerecht tot in de jaren zeventig nog vrij onbekend.
In de Verenigde Staten werd worteltaart voor het eerst algemeen verkrijgbaar in restaurants in de vroege jaren 1960. Het was in eerste instantie een nieuwtje, maar viel dusdanig in de smaak dat het een standaarddessert werd. 